# The Big Fat Quiz of the Year
The Big Fat Quiz of the Year is een humoristisch quizprogramma, dat sinds 2004 rond elke jaarwisseling wordt uitgezonden op het Britse Channel 4. Het wordt gepresenteerd door stand-upper Jimmy Carr. Aan de quiz doen telkens drie teams van twee bekende personen mee. Zij beantwoorden vragen over het nieuws van het afgelopen jaar.
In november 2007 werd een speciale editie ter gelegenheid van het vijfentwintigjarig bestaan van Channel 4 uitgezonden. Deze editie was genaamd The Big Fat Anniversary Quiz.

## Overzicht
| Team: deelnemers                                                                              | Uitzending       |
| 2004                                                                                          | 2004             |
| --------------------------------------------------------------------------------------------- | ---------------- |
| Cut the Funk: Simon Pegg en Liza Tarbuck                                                      | 28 december 2004 |
| BJ and the Bear: David Walliams en Rob Brydon                                                 | 28 december 2004 |
| The Winners: June Sarpong en Jonathan Ross                                                    | 28 december 2004 |
| 2005                                                                                          |                  |
| The A-List: Sharon Osbourne en Jonathan Ross                                                  | 26 december 2005 |
| The Double Ds: Denise van Outen en David Mitchell                                             | 26 december 2005 |
| Can't Cook, Don't Need to 'Cos I'm Sat Next to Gordon Ramsay: Gordon Ramsay en Rob Brydon     | 26 december 2005 |
| 2006                                                                                          |                  |
| Raven Spawn/Rod's Progeny (later The Goth Detectives): Russell Brand en Noel Fielding         | 27 december 2006 |
| Rob & Dave: Rob Brydon en David Walliams                                                      | 27 december 2006 |
| The Conventionally Attractive Team: Jonathan Ross en Cat Deeley                               | 27 december 2006 |
| 2007 (The Big Fat Anniversary Quiz)                                                           |                  |
| The CarrDees/CarrJack: Alan Carr en Jack Dee                                                  | 2 november 2007  |
| A&D: Carol Vorderman en Frank Skinner                                                         | 2 november 2007  |
| The Speccy Nerdy Fucknutts: Richard Ayoade en David Mitchell                                  | 2 november 2007  |
| 2007                                                                                          |                  |
| The Goth Detectives: Russell Brand en Noel Fielding                                           | 30 december 2007 |
| The Shadow Cabinet: Rob Brydon en David Mitchell                                              | 30 december 2007 |
| Fulham: Jonathan Ross en Lily Allen                                                           | 30 december 2007 |
| 2008                                                                                          |                  |
| Dara 'n' Dave: Dara Ó Briain en Davina McCall                                                 | 28 december 2008 |
| Normal & Hooch/Chubb Lock: Sean Lock en James Corden                                          | 28 december 2008 |
| Michael McIntyre and Claudia Winkleman/Same Difference: Michael McIntyre en Claudia Winkleman | 28 december 2008 |
| 2009                                                                                          |                  |
| The Moral Minority/Jedward: Jonathan Ross en Russell Brand                                    | 1 januari 2010   |
| The Newlyweds: Rob Brydon en Claudia Winkleman                                                | 1 januari 2010   |
| Ignorance & Want/Dancing Queens: David Mitchell en Charlie Brooker                            | 1 januari 2010   |
| 2010                                                                                          |                  |
| Wagner: Jonathan Ross en Ruth Jones                                                           | 3 januari 2011   |
| Posh & Specs: Michael McIntyre and Alan Carr                                                  | 3 januari 2011   |
| The Electric Moccasins: Richard Ayoade en Noel Fielding                                       | 3 januari 2011   |
| 2011                                                                                          |                  |
| David Mitchell en Eddie Izzard                                                                | 27 december 2011 |
| David Walliams en Miranda Hart                                                                | 27 december 2011 |
| Jonathan Ross en Jamie Oliver                                                                 | 27 december 2011 |